# Yadé Kara
Yadé Kara (Çayırlı, 1965) è una scrittrice turca naturalizzata tedesca.

## Biografia
Yadé Kara è nata nel 1965 in Turchia ma vive da sempre a Berlino (città in cui è presente la più grande minoranza turca al mondo): essa è un esempio di come la letteratura tedesca sia caratterizzata dalla presenza di autori “migranti” dalla doppia nazionalità, condizione privilegiata per affrontare il tema dell'identità culturale.

## Selam Berlin
Il suo romanzo Selam Berlin è uno dei romanzi che affronta il tema della caduta del Muro. Il giovane Hasan Kazan, nato nel quartiere di Kreuzberg ma cresciuto poi a Istanbul per volere dei genitori preoccupati dall'influenza occidentale, torna a Berlino in seguito alla caduta del muro e si trova ad affrontare l'entusiasmo ma anche le difficoltà della ri-unione di due realtà ormai molto diverse. Nel romanzo è anche presente tuttavia la problematica del rapporto tra occidente e medio oriente turco e, a dispetto del grande tema della riunificazione della Germania dopo l'89, uno degli episodi che costituiscono l'ossatura della trama è la separazione dei genitori di Hasan, in seguito alla scoperta del tradimento del padre con una donna della Germania dell’est. Hasan cerca di prendere in mano la sua vita, di trovare una casa, un lavoro e innamorarsi, mentre attorno a lui la metropoli cambia facendolo sentire inadeguato e straniero in quella che ha sempre considerato la sua patria e stravolgendo le sue certezze: è solo a causa della caduta del muro che viene a galla la storia del tradimento del padre, “il muro aveva diviso famiglie e tanti ne avevano sofferto. Baba invece era contento che fosse lì, saldo come una roccia, così non avremmo mai saputo di Rosa.”

## Opere

### Romanzi
- Selam Berlin (2003)
- Café Cyprus (2008)